# Miilkbone
Thomas Wlodarczyk (ur. 4 marca 1974, lepiej znany jako Miilkbone – amerykański raper pochodzący z Perth Amboy. 

## Historia
Miilkbone został odkryty przez grupę Naughty by Nature. Był jednym z niewielu białych raperów, którzy wydawali się mieć jakąkolwiek wiarygodność i szacunek w tamtym czasie. W 1994 roku podpisał kontrakt z wytwórnią muzyczną Capitol Records. Rok później, a dokładnie 21 czerwca ukazał się jego debiutancki album pt. "Da’ Miilkrate". Do albumu ukazały się dwa single: "Keep It Real" oraz "Where'z da Party At?". Utwory te były notowane na liście Hot Rap Tracks, nakręcono również do nich teledyski. W 1999 roku Miilkbone pojawił się na kompilacji wytwórni Death Row Records pt. "Suge Knight Represents: Chronic 2000". Pojawił się tam w utworze "Presenting Miilkbone",
w którym zdissował Eminema. 17 kwietnia 2001 roku Miilkbone wydał swój drugi album pt."U Got Miilk?". W utworze "Dear Slim" po raz kolejny zdissował Eminema, do tego utworu także nakręcono teledysk. W 2008 roku producent Nick Wiz wydał komplikacje pt. "Cellar Sounds Vol. 1", na której znajdywały się nagrania z lat 1992-1998. Na składance znalazły się dwa utwory Miilkbone'a: "Small World" oraz "Dirty Delaney". Miilkbone obecnie pracuje w hucie, i mieszka w Miami na Florydzie. Jest żonaty, ma jednego syna i dużo czasu poświęca kulturystyce.

## Dyskografia
Albumy studyjne
- Da’ Miilkrate (1995)
- U Got Miilk? (2001)
- Voice of Reason (2015)

Single
- "Keep It Real" (1994)
- "Where'z da Party At?" (1995)
- "Yes Yes Yall / Dear Slim" (2001)
- "A Few Good Men" (2001)

Występy gościnne
- "Suge Knight Represents: Chronic 2000" w utworze "Presenting Miilkbone" (1999)
- Nick Wiz - "Cellar Sounds Vol. 1" w utworach: "Small World" oraz "Dirty Delaney"